# Mustatil-Bauten

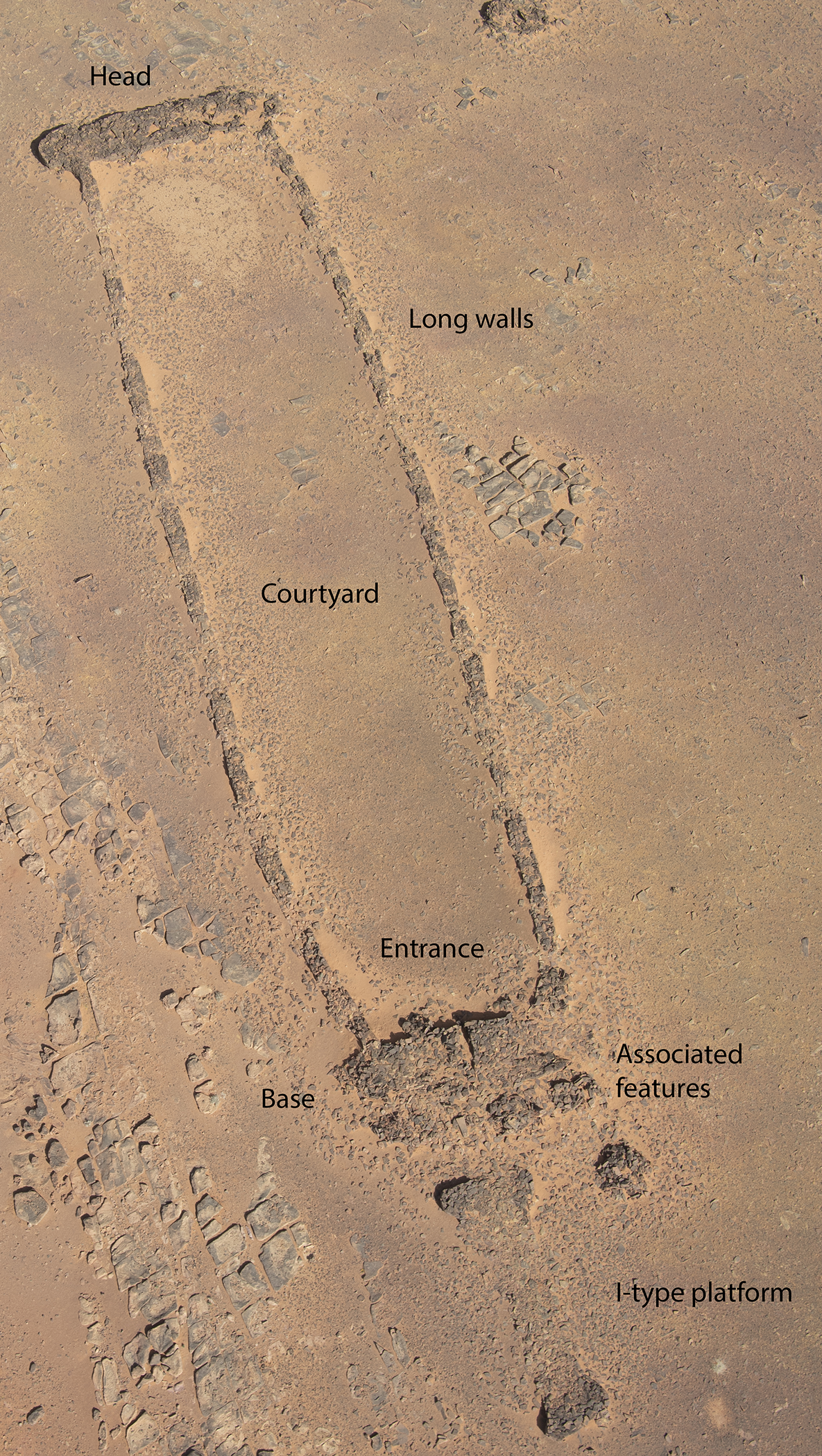
Luftbild eines Mustatil

Mustatil-Bauten (von arabisch مستطيل, DMG mustaṭīl ‚Rechteck‘) kommen in der Wüste Nefud im Nordwesten Saudi-Arabiens, unter anderem zwischen Ha'il und Tayma, vor. Es sind rechteckige Steinsetzungen. Sie stammen laut einer Radiokarbonuntersuchung aus der Zeit um 5000 v. Chr., womit sie möglicherweise zur weltweit ältesten Tradition monumentaler Bauten gehören. Mehrere hundert Anlagen sind bekannt.
Die Mustatil-Bauten bestehen aus Sandstein oder Basalt, haben einen annähernd rechteckigen Grundriss und bestehen in der Regel aus zwei großen Plattformen, die durch parallele Längswände miteinander verbundenen sind, wobei die Mitte gelegentlich durch eine oder mehrere Zwischenmauern gegliedert ist. Sie treten häufig in Gruppen auf. Mustatils sind relativ schmal bei einer Länge von 20 bis über 500 Metern.
Die Längswände haben eine Höhe von 0,5 bis zu 1,2 Metern bei einer Mächtigkeit von 0,5 bis zu 3 Metern; zumeist sind sie in Originalhöhe erhalten. Ihre Bauweise wechselt; sie bestehen aus zwei Schalen waagerecht oder senkrecht – oft auch beides in einem Bauwerk – geschichteter Steine mit einer Schotterfüllung.
In der Umgebung der Monumente wurden kaum archäologische Kleinfunde, wie etwa Steinwerkzeuge entdeckt. Die Hinweise legen nahe, dass es sich bei den Mustatil-Bauten nicht um Nutzbauten handelt.
Feldforschungen der University of Western Australia zufolge enthält die Baustruktur Kammern, Durchgänge und große, aufrecht stehende Steine.